# Gastone Gambara
Gastone Gambara (Imola, 10 november 1890 - Rome, 27 februari 1962) was een Italiaanse officier en generaal tijdens de Tweede Wereldoorlog.

## Leven
Gambara begon zijn loopbaan als onderofficier. In oktober 1911 volgde hij een bijzondere cursus aan de militaire academie van Modena, tot januari 1913. Na het succesvol afsluiten van de cursus werd hij tot onderluitenant bevorderd. Daarna diende in de Alpini bij verschillende onderdelen tijdens de Eerste Wereldoorlog. Na de oorlog commandeerde hij een bataljon van Alpini. Van 1923 tot 1925 volgde hij een opleiding voor generale staf-bekwaamheid en diende daarna in de diverse staven. Vanaf augustus 1927 werkte hij als militair adviseur in Albanië.
Gambara nam aan de Spaanse Burgeroorlog deel, waarin hij onder andere dienst deed in het fascistische Corpo Truppe Volontarie. Van 14 augustus 1939 tot 16 juli 1940 was hij ambassadeur in Spanje. Met de dictator Francisco Franco onderhield Gambara een vriendschappelijke omgang.
In 1940 voerde hij het bevel over het XV legerkorps in de West-Alpen, daarna over het VIII korps in Griekenland en Albanië. In mei 1941 werd hij geplaatst in Noord-Afrika, waar hij met een gemotoriseerd korps aan het Duits-Italiaanse tegenoffensief deelnam. In 1942 nam hij het bevel over van het XI korps, dat in Slovenië en Kroatië tegen de partizanen vocht en deze bloedig onderdrukte. Voor de toestand in de concentratiekampen, die het 2e Italiaanse leger in Slovenië en Kroatië onderhielden, droeg Gambara de medeverantwoordelijkheid. De gevangen gemaakte partizanen en verzetsstrijders stierven in veel gevallen een hongerdood. Als een Italiaanse arts hem een bericht stuurde over de toestand in de kampen, schreef hij eigenhandig een commentaar in het bericht, dat later nogal wat ophef veroorzaakte (in Italië): "Logico ed opportuno che campo di concentramento non significhi campo d'ingrassamento".
Na de wapenstilstand van 8 september 1943 onderhandelde Gambara met de Duitse troepen die Istrië bezet hadden en sloot zich bij de fascistische marionettenstaat van Mussolini in Noord-Italië aan. Hij diende daar als stafchef van de generale staf en van de Minister van Defensie Rodolfo Graziani. Hij raakte aan het einde van de oorlog in geallieerde gevangenschap en werd geïnterneerd. De Federale Volksrepubliek Joegoslavië trachtte tevergeefs meerdere malen Gambara uitgeleverd te krijgen, dit vanwege de oorlogsmisdaden tijdens de bezetting.

## Militaire carrière
- Generaal (Generale d'Armata):
- Luitenant-generaal (Generale di corpo d'armata): 6 juni 1941[1]
- Generaal-majoor (Generale di divisione):
- Brigadegeneraal (Generale di brigata): 21 april 1938[1]
- Kolonel (Colonello): 19 januari 1937[1]
- Luitenant-kolonel (Tenente colonnello): 1935
- Majoor (Maggiore): 1918[2]
- Kapitein (Primo capitano): januari 1916[3][2]
- Eerste luitenant (Tenente):
- Tweede luitenant (Sottotenente): januari 1913[2]
- Onderleutenant: januari 1913
- Sergeant-Majoor (Sergente Maggiore): oktober 1911[2]

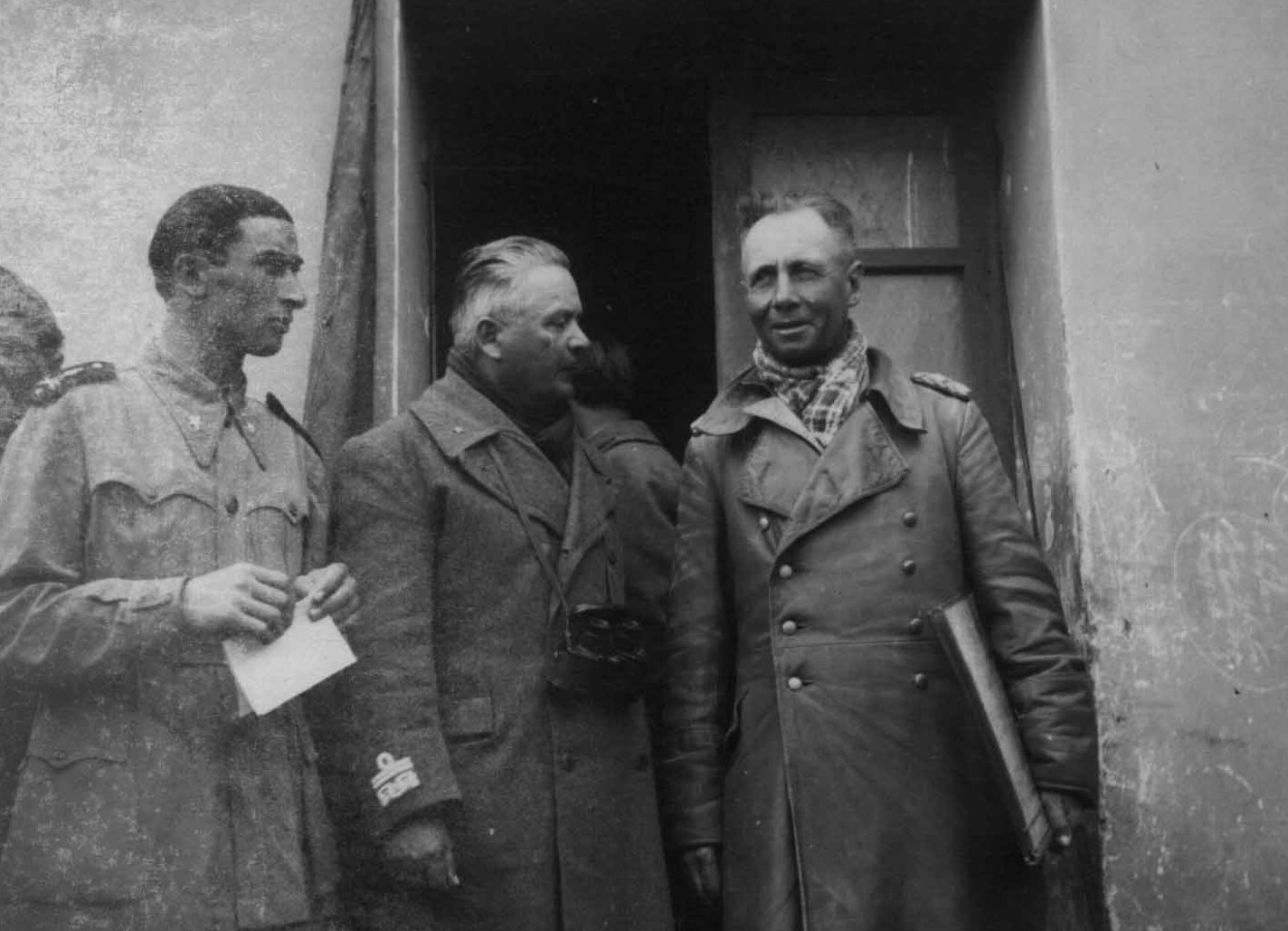
Gambara en Rommel in de herfst van 1941.

## Onderscheidingen
- Militaire Orde van Italië
  - Commandeur[2]
  - Officier op 20 mei 1939[4]
  - Ridder op 9 juli 1936[4]
- Orde van de Italiaanse Kroon
  - Ridder
- Zilveren medaille voor Dapperheid  in maart-april 1918 en november 1918[2]
- Overwinningsmedaille (Italië)
- Herinneringsmedaille voor de Italiaans-Oostenrijkse Oorlog 1915-1918
- Herinneringsmedaille van de Vereniging van Italië
- Herinneringsmedaille van de Veldtocht in Oost-Afrika
- Distintivo avanzamento merito di guerra ufficiali superiori (forze armate italiane)